# Tetrapropylorthosilicat
Tetrapropylorthosilicat ist organische Verbindung aus der Gruppe der Kieselsäureester mit 1-Propanol als Alkoholkomponente.

## Herstellung
Tetrapropylorthosilicat kann direkt aus Siliciumdioxid hergestellt werden, indem das Siliciumdioxid bei 260 °C mit 1-Propanol und Kaliumhydroxid umgesetzt wird. Dabei dient ein Molekularsieb (3 Å) zur Entfernung des entstehenden Wassers.

## Reaktionen
Tetrapropylorthosilicat wird in saurem Medium hydrolysiert, jedoch langsamer als Tetramethylorthosilicat oder Tetraethylorthosilicat. In Gegenwart von Methanol oder Ethanol kann Tetrapropylorthosilicat Alkoxygruppen austauschen.